# ARToolKit
ARToolKit és una biblioteca de programari per a la creació d'aplicacions de realitat augmentada que superposa imatges virtuals amb el món real. Per a fer això, utilitza capacitats de seguiment de vídeo que calculen la posició real de la càmera i l'orientació relativa i emplaça marcadors físics en temps real. Una vegada es coneix la posició de la càmera real, una càmera virtual es posiciona al mateix punt, amb gràfics per ordinador en 3D dibuixant exactament el superposat sobre el marcador real. Així doncs, ARToolKit resol dos dels problemes fonamentals en la realitat augmentada; el seguiment de punt de vista i la interacció objecte virtual.
ArRToolkit va ser desenvolupat originalment per Hirokazu Kato al Nara Institute of Science and Technology l'any 1999 i va ser llançat pel Laboratori de HIT de la Universitat de Washington.
Actualment es manté com un projecte de codi obert allotjat a GitHub, suporta Unity a OS X, Unity a Windows, Unity a Android, i Unity a iOS.
ARToolKit és una biblioteca de seguiment AR molt utilitzada amb més de 748.000 descàrregues des de l'any 2004.
Característiques
- Càmera de seguiment de posició / orientació.
- Seguiment dels quadrats negres simples (qualsevol patró de marcadors quadrats).
- Seguiment de les imatges planes (marcadors característica natural).
- Calibratge de la càmera, calibratge òptica estèreo, la generació de marcador quadrat.
- Plugins per a la Unitat i la OpenSceneGraph.
- Suport de pantalla muntada al cap òptica.
- Programari de codi lliure i obert.
- Prou ràpid per a aplicacions de RA en temps real.